# Тайкомоти
Тайкомоти (яп. 太鼓持ち), или хокан (яп. 幇間 хо:кан), — японский аналог шута в рамках карюкай, мужской вариант гейши.

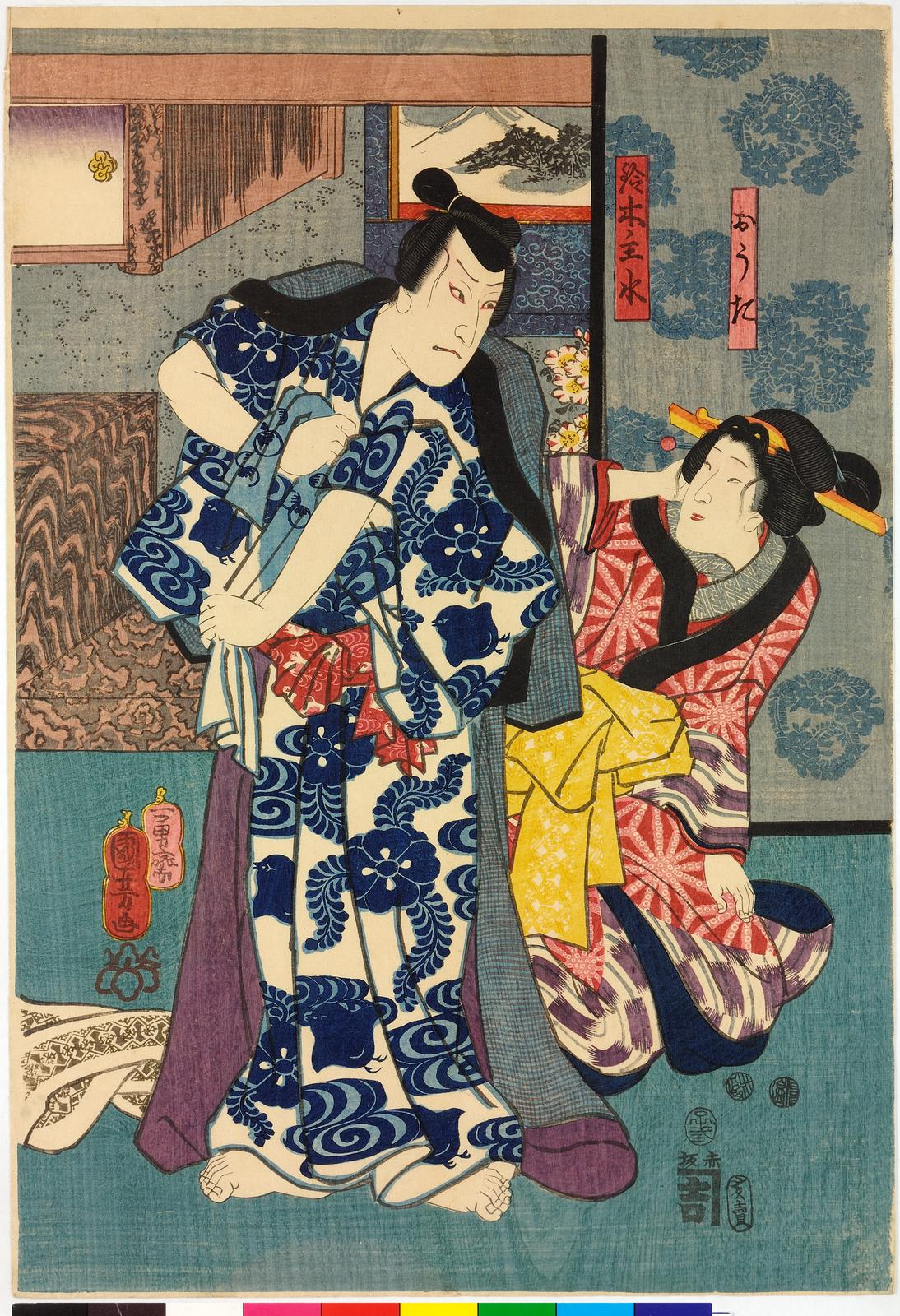
Работа Утагавы Куниёси: тайкомоти и Оясо, жена Судзуки Мондо

Шуты при дворах мелких феодалов (даймё) начали появляться в XIII веке, и первоначально принадлежали к секте Дзи школы Буддизма Чистой Земли, широко практиковавшей танцы (вообще танцевальные молитвы существовали как минимум с X века — см. «танец Ку́я»). Как и европейские шуты, они были и советниками, и помощниками феодала, а также развлекали его как актёры, музыканты и знатоки чайной церемонии, и собирательно назывались добосю (яп. 同朋衆, «собратья»). К XVI веку более популярными становятся термины отогисю (яп. 御伽衆, «сказочники») и ханасисю (яп. 話衆, «рассказчики…), и фокус сместился на юмор, рассказывание историй и поддержание разговора. Тайкомити того периода также участвовали в военных действиях на стороне своего даймё. В XVII веке наступил мирный период, в котором их роль сместилась с советующей на чисто развлекательную. Многие перешли от работы напрямую у даймё к работе помощниками к юдзё. К этому периоду относится известная книга Анракуана Сакудэна «Сэйсуйсё» (яп. 醒睡笑, «Пробуждающий смех»), восьмитомный сборник анекдотов.
В XVII веке появляются три используемых и сейчас термина: «гейша» (яп. 芸者, человек искусства), «хокан» (яп. 幇間, шут) и «тайкомоти» (яп. 太鼓持ち, носитель барабана), из которых последний чаще использовался в разговорном языке. Первое известное появление женщины-гейши на празднике относится к 1751 году, и называли её «гэйко» (яп. 芸伎, девушка искусства), этот термин с XIX века (реставрации Мэйдзи) и до наших дней используется как основной в Киото и окрестностях. Гейши переняли от юдзё внешний вид и художественные навыки, и мужчины стали всё больше работать с гейшами, а не с юдзё. На протяжении XVIII века популярность женщин-гейш уверенно росла, а мужчин-тайкомоти постепенно падала: в 1770 в Ёсиваре были 16 женщин и 31 мужчина, в 1775 уже 33 женщины и 31 мужчина, а в 1800 уже 143 женщины и 45 мужчин, что закрепило тайкомоти в качестве поддержки, и гейш в качестве основного источника развлечения. На пике популярности в Японии работало от пяти до шести сотен тайкомоти. В 1920-х годах из-за вестернизации Японии популярность гейш (и тайкомоти) стала падать, и их сменили «дзёкю» (яп. 女給, официантки), в основном работающие в столице девушки из провинции, привлечённые высокой зарплатой — на гейшу надо было существенно дольше учиться, влезать ради этого в долги, а зарабатывать — сложнее, а для дзёкю важны были только привлекательная внешность, умение поддержать разговор и терпимость к грубости и приставаниям пьяных клиентов. В это же время начался спад популярности тайкомоти, который ускорился в военное время и продолжился в послевоенный период.
На 2003 в Японии действовали только пять тайкомоти: четыре в Токио и один в Киото. Их не всегда называют «гейшами мужского пола», чтобы не путать с мужчинами, работающими в костюме гейши — в 2012 году таковым был только один Хиросэ Эносукэ, использовавший сценическое имя Эйтаро. Тем не менее, киотский тайкомоти Сёдзо Араи (род. 1946) на своём сайте, доступном с 1998 года на японском, английском и французском языках, переводит свою профессию именно так, хотя в качестве имени учётной записи он выбрал «хокан». Современные тайкомоти выполняют функции тамады, занимаясь общей организацией праздников, вовлекая гостей в конкурсы, рассказывая анекдоты и разыгрывая сольные репризы. Тайкомоти Араи выступает сольно, совместно с гэйко, а также с группой поддержки из майко, и делает всё возможное, чтобы его профессия не умерла: он написал несколько книг (по координации времени во время представления, по тому, как стать интересным человеком, по приёмам юмористического повествования и автобиографию, одновременно вышедшую на японском, китайском, английском и французском языках), был консультантом в фильме с персонажем-тайкомоти и регулярно выступает с лекциями.